# بيتستريبس
بيتستريبس (بالإنجليزية: Bitstrips)‏ هي شركة وسائط وتكنولوجيا مقرها في تورونتو بكندا. أسّسها كُلّ من جاكوب بلاكستوك وديفيد كينيدي وشاهان بانث ودوريان بالدوين وجيسي براون عام 2007. سمح تطبيق الويب الخاص بالشركة للمستخدمين بإنشاء أشرطة هزلية باستخدام الصور الرمزية الشخصية، والقوالب والنماذج المعدة مسبقًا. أوضح براون وبلاكستوك أن الهدف من الخدمة هو تمكين التعبير عن الذات دون الحاجة إلى امتلاك مهارات فنية. تم تقديم بيتستريبس لأول مرة في عام 2008 في ساوث باي ساوث واست في أوستن، تكساس، وتم في وقت لاحق تجريب وإطلاق نسخة مصممة للاستخدام كبرنامج تعليمي. حققت الخدمة شهرة متزايدة بعد إطلاق إصدارات فيسبوك ومنصات المحمول.
في عام 2014، أطلقت بيتستريبس تطبيقًا عرضيًا يعرف باسم بيتموجي (بالإنجليزية: Bitmoji)‏، والذي يسمح للمستخدمين بإنشاء ملصقات مخصصة للاستخدام في تطبيقات المراسلة. في يوليو 2016، أعلنت شركة سناب أنها استحوذت على الشركة؛ وتم إغلاق خدمة بيتستريبس المصورة، لكن بيتموجي لا يزال قيد التشغيل، ومن ثم تم منحه أهمية أكبر في النظام الأساسي الشامل لـسناب شات.

## التاريخ
تم تطوير بيتستريبس من قبل الفنان الهزلي جاكوب بلاكستوك المقيم في تورنتو، وصديقه في المدرسة الثانوية الصحفي جيسي براون. تم تصوّر الخدمة في الأصل كوسيلة للسماح لأي شخص بإنشاء شريط فكاهي خاص به دون الحاجة إلى مهارات فنية. صرّح براون أن الخدمة ستكون" طريقة جديدة تمامًا للتواصل. أوضح بلاكستوك أن مفهوم بيتستريبس قد تأثر باستخدامه للرسوم الهزلية كشكل من أشكال التنشئة الاجتماعية؛ رسم الطالب بلاكستوك وأصدقاؤه رسومًا هزلية تصور بعضهم البعض، وشاركوها أثناء الفصول الدراسية. لقد شعر أن بيتستريبس كانت "وسيلة للتعبير عن الذات".
تم كشف النقاب عن الخدمة علنًا في ساوث باي ساوث واست 2008. في عام 2009، قدّمت الخدمة إصدارًا موجهًا نحو السوق التعليمي، بيتستريبس للمدارس، والذي تم تجريبه في البداية في عدد من المدارس في أونتاريو. وأشاد المعلمون بهذه الخدمة لكونها تفاعلت مع الطلاب، خاصة في الفصول المتعلقة باللغة. أشار براون إلى أن الطلاب كانوا يستخدمون الخدمة لإنشاء رسوم كاريكاتورية خارج الفصل الدراسي أيضًا، مشيرًا إلى أن ما يفعله الأشخاص بالأداة هو «ممتع للغاية، لعمل قصصٍ خاصة بطرق لم تكن متوقعة».
في ديسمبر 2012، أطلقت بيتستريبس إصدارًا خاصا بالفيسبوك؛ بحلول يوليو 2013، كان لدى بيتستريبس 10 ملايين مستخدم فريد على فيسبوك، حيث قاموا بإنشاء أكثر من 50 مليون صورة كاريكاتورية. في أكتوبر 2013، أطلقت بيتستريبس تطبيقًا للجوال؛ في غضون شهرين، أصبح بيتستريبس أحد التطبيقات الأكثر تنزيلًا في 40 دولة، وتم إنشاء أكثر من 30 مليون صورة رمزية معه. في نوفمبر 2013، حصلت بيتستريبس على جولة تمويل من هورايزونز فنتشرز ولي كا شينج.
في أكتوبر 2014، أطلقت بيتستريبس تطبيق بيتموجي، وهو تطبيق عرضي يسمح للمستخدمين بإنشاء ملصقات تتميز بأحرف بيتستريبس في قوالب مختلفة.
في يوليو 2016، بعد تقارير غير مؤكدة في وقت سابق من العام، أعلنت سناب أنها استحوذت على بيتستريبس. يواصل موظفو الشركة العمل خارج تورنتو، ولكن تم إيقاف خدمة بيتستريبس المصورة الأصلية لصالح التركيز حصريًا على بيتموجي. بعد الاستحواذ، تم تحديث تطبيق سناب شات للتكامل مع بيتموجي، مما يسمح للمستخدمين بربط حساباتهم بين التطبيقين وإضافة بيتموجي إلى منشوراتهم. في سبتمبر 2017، تم تقديم بيتموجي الرسوم المتحركة ثلاثية الأبعاد لميزة الواقع المعزز «عدسات العالم» في سناب شات.
منذ الاستحواذ على سناب، شهدت بيتموجي نموًا كبيرًا؛ في أبريل 2017، تم الإبلاغ عن أن بيتموجي كان التطبيق الأكثر تنزيلًا على آب ستور في أستراليا وكندا وفرنسا والمملكة المتحدة والولايات المتحدة. في ديسمبر 2017، صرّحت شركة أبل أن بيتموجي كان التطبيق الأكثر تنزيلًا لنظام آي أو إس في جميع أنحاء العالم في عام 2017، يليه في المرتبة الثانية سناب شت نفسه. في الشهر التالي، أصدرت بيتموجي تحديثًا يحمل علامة بيتموجي ديلوكس (بالإنجليزية: Bitmoji Deluxe)‏، والذي يتضمن مجموعة واسعة من خيارات التخصيص.
في يونيو 2018، أطلقت سناب منصة التطوير الخاصة بها (Snap Kit)، والتي تتضمن القدرة على إتاحة الوصول إلى ملصقات بيتموجي ضمن خدمات الجهات الخارجية باستخدام اتصال سناب شات. في أبريل 2019، أعلن سناب عن لعبة جوّال جديدة متعددة اللاعبين داخل تطبيق سناب شات، تُعرف باسم بيتموجي بارتي، حيث يستخدم اللاعبون شخصيات بيتموجي الخاصة بهم داخل اللعبة. في وقت لاحق من ذلك الشهر، أعلنت سناب عن حزمة أدوات تطوير البرمجيات جديدة لشركاء محددين.